# Naghol

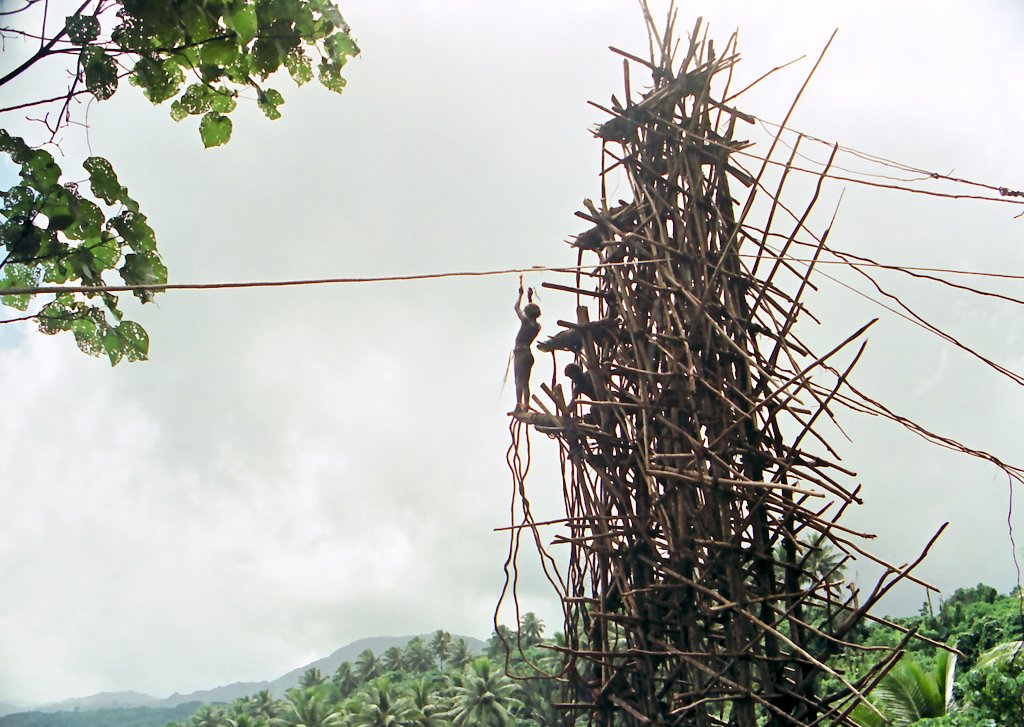
Um rapaz prestes a saltar

Naghol é um esporte radical praticado pelos rapazes da Ilha de Pentecostes, em Vanuatu, como uma espécie de prova de iniciação. Os rapazes que habitam esta ilha entregam-se anualmente a este rito do salto para passarem ser considerados adultos.
Considerado o inspirador do Bungee jumping, o Naghol é um verdadeiro "mergulho na terra". Preparados desde a adolescência para o ritual, os melanésios se jogam do alto de uma torre de madeira de 30 metros, semelhante a um andaime, amarrados pelos tornozelos a um tipo especial de cipó - talvez por influência da umidade maior nessa época do ano, a planta se torna elástica. Ao pular, seus cabelos devem "varrer" o chão (que é revolvido para suavizar o impacto) para garantir a fertilidade do solo.
Hoje em dia, a tradição do Naghol é uma atração turística, atraindo visitantes de toda a parte do mundo.
Segundo o Guinness Book, a força G sofrida por aqueles que pulam da parte mais alta da plataforma é a mais forte entre todos os equipamentos não-industrializados criados pelo homem.

## Origem
A origem do Naghol é descrita em uma lenda de uma mulher que estava insatisfeita com seu marido, chamado Tamalie, que era muito vigoroso em seu ato sexual, e por isso ela fugiu para a floresta. O marido seguiu-a, então ela subiu em uma figueira. Tamalie subiu a árvore atrás dela, e para fugir, ela amarrou cipós nos seus tornozelos e pulou. Seu marido saltou atrás dela, mas por não ter amarrado cipós em seus pés, seu salto foi mortal.
Assim, desde então  os homens desta ilha realizam o mergulho anualmente como um ritual para não serem enganados novamente. Embora não seja obrigado a mergulhar, aqueles que fazem o salto são reverenciados na comunidade e vistos como verdadeiros guerreiros. Afinal, mergulhar significa sacrificar sua vida para a tribo. Meninos em torno de sete e oito saltam, passam a ser considerados homens depois que sobrevivem à queda.
Além disso, acredita-se que um salto bem feito garante que a safra do ano de inhame será bem sucedida: quanto maior o mergulho, melhor será a colheita.

## Na Mídia
- No dia 28 de fevereiro de 2016, o programa Esporte Espetacular, da Rede Globo, o Nagol foi o primeiro esporte citado (e explorado) na série de reportagens intitulada "Jogos do Mundo".[8]